# Décennie 1190 en architecture
| Années de l'architecture : 1187 - 1188 - 1189 - 1190 - 1191 - 1192 - 1193    |
| Décennies de l'architecture : 1160 - 1170 - 1180 - 1190 - 1200 - 1210 - 1220 |

Cet article présente les faits marquants de la décennie 1190 en architecture.

## Réalisations

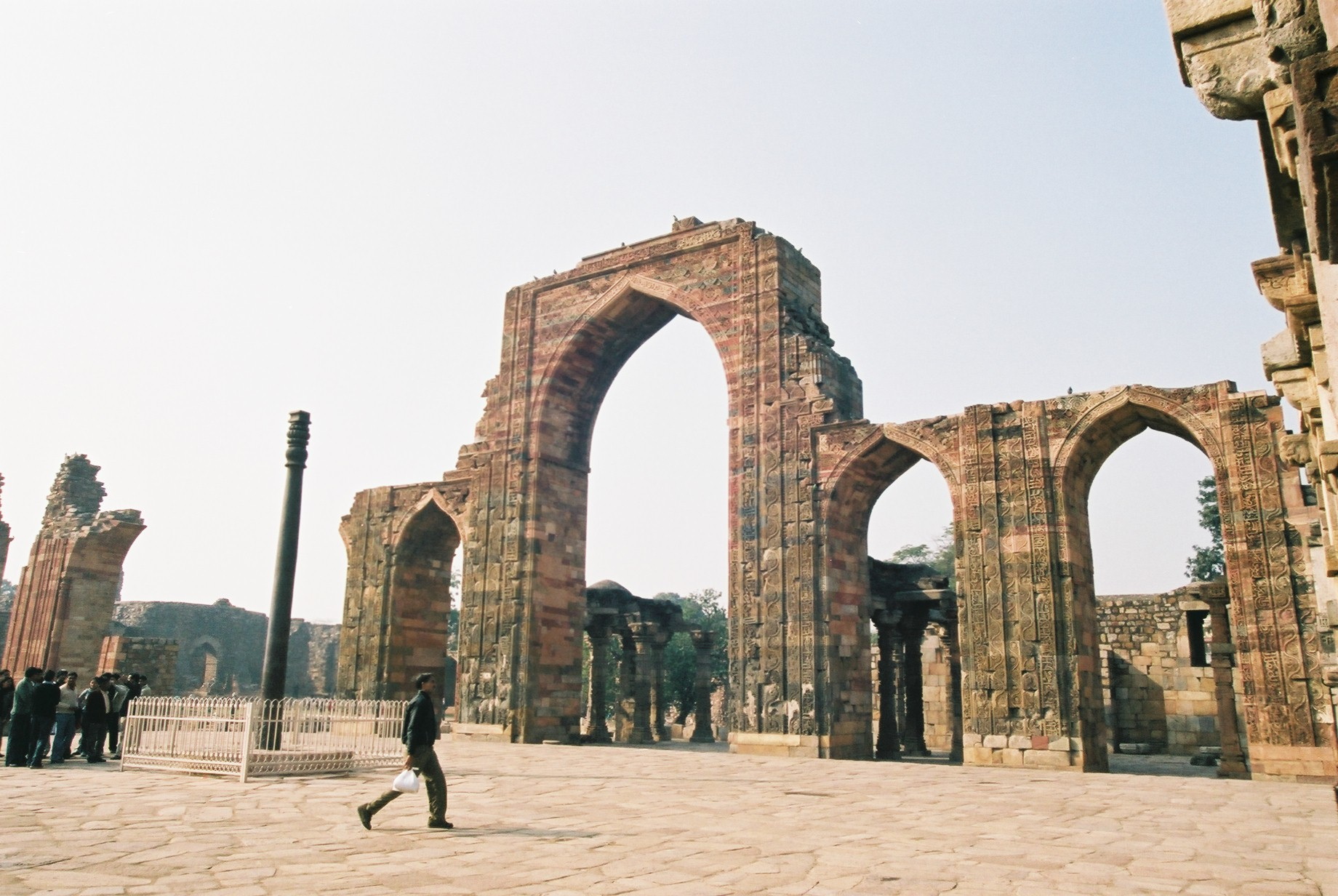
Ruines de la mosquée Qwwat ul-Islâm à Delhi en Inde.

- 1190 : construction du Prieuré Saint-Martin-de-Pressigny par Guillaume de Sainte-Maure[1],[2].
- 1190-1209 : construction à Paris de la première enceinte de Philippe Auguste, rive droite et de la forteresse du Louvre (fin en 1202)[3].
- 1192-1197 : reconstruction de la cathédrale Saint-Mungo de Glasgow en Écosse[4].
- 1192-1280 : reconstruction de la cathédrale de Lincoln en Angleterre[5], en commençant par le chœur sous l’évêque Hugues d'Avalon (1192-1200)[6].
- 11 août 1193 : début de la construction de la cathédrale de Durham[7].
- 1193 : début de la construction de la cathédrale Sainte-Sophie de Nicosie commanditée par Alix de Champagne. Le style gothique se diffuse à Chypre[8].
- 1193-1197 : Qutub ad-Dîn Aïbak fait construire la grande mosquée Qwwat ul-Islâm à Delhi. Il utilise des éléments des monuments existants[9].
- 19 décembre 1194 : première mention des bains arabes de Gérone[10].

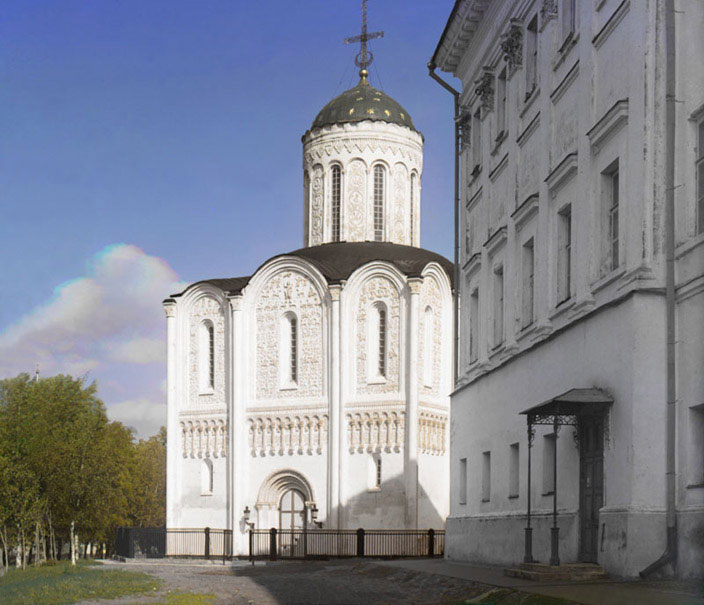
La cathédrale Saint-Dimitri à Vladimir en Russie

- 1194-1197 : construction de la cathédrale Saint-Dimitri à Vladimir en Russie[11].
- 1194-1260 : reconstruction de la cathédrale Notre-Dame de Chartres en France à l’emplacement de l’ancien édifice détruit par un incendie[12].
- 1195 : début de la construction de la cathédrale de Bourges[13].
- 1196-1270 : construction du baptistère de Parme[14].
- 1198 : achèvement de la Giralda de Séville[15].
- 1199 : début de la construction du premier minaret de l’Inde, le Qûtb Minâr, à Delhi[16].